# Jeu d'essais et vérifications
Pour les articles homonymes, voir JEV.
Les jeux d'essai sont nécessaires à l'informatique sur laquelle s'appuie la « Révolution informationnelle » de la moitié du XXe siècle qui est méthodique et concerne les organisations complexes.

## Histoire
Dès 1950, pour commander des machines complexes (machines-outils) par signal électrique avec emploi de transducteur en temps-réel, sans temps de latence, seules étaient faites les vérifications de mise en production dans l'atelier[réf. nécessaire].
Dans les années 1960 les JEV ne comportaient pas de jeu d'essai pour les langages de calcul scientifique qui avaient une importance primordiale[réf. nécessaire]. Les programmes intrinsèquement avaient pour entrée les valeurs pour le calcul itératif et ceux-ci étaient répétés jusqu'à obtention du résultat correct.
A la même époque, dans la taylorisation, pour l'informatique temps-réel les jeux d'essais ont été des objets fictifs mis dans les réserves-dépôts que l'on informatisait avec le système de gestion de production « juste-à-temps » PERT de la planification des besoins en composants.
Une consolidation des résultats de la gestion de production à partir de 1970 a commencé à être faite en gestion pure comptable et financière avec l'interconnexion des ordinateurs dédiés, ceux-ci nécessitaient des jeux d'essais. La productique organisation et méthode est née dans les années 1970.

## Définition
Le jeu d'essais et vérifications (JEV) est un ensemble de fiches décrivant des scénarios de l'application informatique à tester.
Le « jeu d'essai » pour chaque niveau programmatique est utilisé lors de la programmation puis du test d'acceptation d'une application informatique. Ce qui est la ressource en entrée d'une application est une restriction du système de données utilisé dans la réalité, il sert à la création et à la maintenance du logiciel.
Il s'agit de faire apparaître la compatibilité descendante du logiciel. Le jeu d'essai est rarement une structure de données éphémère, il doit être gardé à niveau de cohérence  pour ne pas apporter de confusion à la compréhension lors des futurs traitements. On utilise, pour valider le jeu d'essai, des programmes accessoires de compilation des données en respect du dictionnaire des données, identiques à ceux du système effectif (dans la servuction) pour conserver le fonctionnement correct.
Le jeu d'essai pour la compatibilité ascendante est une maquette du système de données répondant au cahier des charges de la nouvelle implémentation.
Les systèmes d'informatique à stockage de donnée sur fichiers simples sont utilisés jusqu'à l'obsolescence[réf. nécessaire]. Pour un test de modification l'assignation du fichier jeu d'essai au programme en test est fait par l'interpréteur de commandes.
Compatibilité ascendante et descendante sont nécessaires sur les SGBD natifs.
Les jeux d'essai sont multiples sur les progiciels, ils sont rarement faits par les clients maitres-d'ouvrage mais par une délégation à demeure de prestataires de service capables de pouvoir faire une migration d'un progiciel à un autre.
Ces « intrants » de l'organisation sont de niveau variable de complexité, certains ne servant qu'à faire des démonstrations-évaluations en avant-vente, alors qu'il faut malgré-tout effectuer la vérification des modèles.

## Contexte
La modélisation économique globale au XXe siècle av. J.-C. a abouti à l'impératif de produire plus pour tous les secteurs: économie primaire, économie secondaire, économie tertiaire.

Le besoin de spécialistes de l'organisation et méthodes de production industrielle a transformé la technique des mathématiciens générant une mathématique appliquée en génie informatique (la productique et le génie logiciel). La professionnalisation des différents métiers dans l'informatique a abouti aux premiers diplômes en informatique. Le jargon informatique a fait son apparition et s'est banalisé.